# Rhinochimaeridae

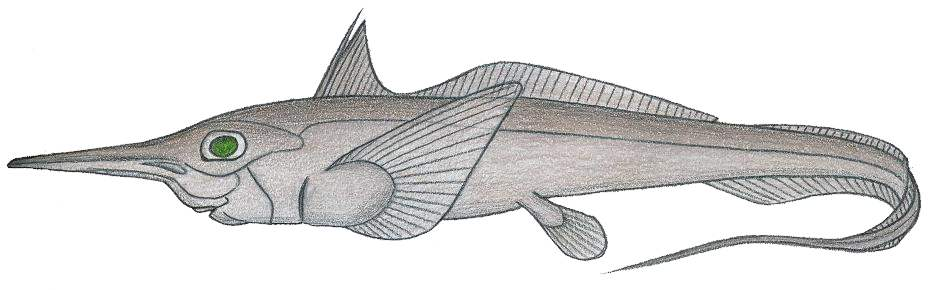
Harriotta raleighana.

Rhinochimaeridae é uma família de peixes cartilaginosos holocéfalos da ordem Chimaeriformes, conhecidos pelo nome comum de quimeras-de-nariz-longo.

## Descrição
Com morfologia e hábitos similares aos dos restantes Chimaeriformes, distinguem-se por apresentarem um focinho excepcionalmente longo, em forma de tromba cónica, com numerosas terminações nervosas sensíveis aos campos eléctricos (electrorreceptores), que usam para encontrar presas pequenas, como pequenos peixes e invertebrados.
A primeira barbatana dorsal inclui um espinho venenoso que utiliza para defesa.
O género ocorre no mares de todo o mundo entre os 200 e os 2000 m de profundidade. O seu comprimento máximo varia entre os 60 e os 140 cm, segundo a espécie.

## Taxonomia
A família Rhinochimaeridae na sua presente circunscrição taxonómica inclui as seguintes 8 espécies repartidas por 3 géneros:
- Género Harriotta Goode & Bean, 1895
  - Harriotta haeckeli Karrer, 1972
  - Harriotta raleighana Goode & Bean, 1895
- Género Neoharriotta Bigelow & Schroeder, 1950
  - Neoharriotta carri Bullis & J. S. Carpenter, 1966
  - Neoharriotta pinnata (Schnakenbeck, 1931)
  - Neoharriotta pumila Didier & Stehmann, 1996
- Género Rhinochimaera Garman, 1901
  - Rhinochimaera africana Compagno, Stehmann & Ebert, 1990
  - Rhinochimaera atlantica Holt & Byrne, 1909
  - Rhinochimaera pacifica (Mitsukuri, 1895)